# Aero A-29
Aero A-29 byl československý dvouplošný vojenský plovákový letoun určený k vlekání vzdušných terčů u detašmánu československých letadel u Kumboru v Boce Kotorské v Království SHS, kde probíhal výcvik československého protiletadlového dělostřelectva v ostré střelbě.

## Vznik a vývoj
Byl vyvinut továrnou Aero, továrna letadel, dr. Kabeš, Praha-Vysočany podle požadavků ministerstva národní obrany z rozšířeného průzkumného a bombardovacího typu Aero Ab-11, na nějž bylo instalováno vlečné zařízení, plováky, odstraněny kulomety, a v průběhu zkoušek byly mírně zvětšeny rozměry svislé ocasní plochy. Dále byl motor A-29 vybaven pilotem ovládaným startérem Herzmark, protože ruční roztáčení vrtule by bylo na vodní hladině obtížné.
Jednalo se o první hydroplán československé konstrukce, a již v říjnu 1926 ustavil tovární šéfpilot Josef Novák na prvním vyrobeném kuse národního výškového rekordu v kategorii vodních letounů v hodnotě 4 675 metrů, platný ještě v roce 2014. Mimo období střeleb v Kumboru byly letouny používány jako pozemní s podvozkem o velkém rozchodu. Po úplném ukončení plovákového provozu dosloužily většinou jako cvičné (s demontovaným vlečným zařízením) v letecké škole v Prostějově, nebo jako vlečné na střelnicích v Československu. Jeden z letounů A-29 (výr. č. 8) po uvolnění ze služeb československého letectva získal civilní imatrikulaci OK-AZT a létal až do 20. dubna 1939 u Západočeského aeroklubu v Plzni.

## Popis letounu

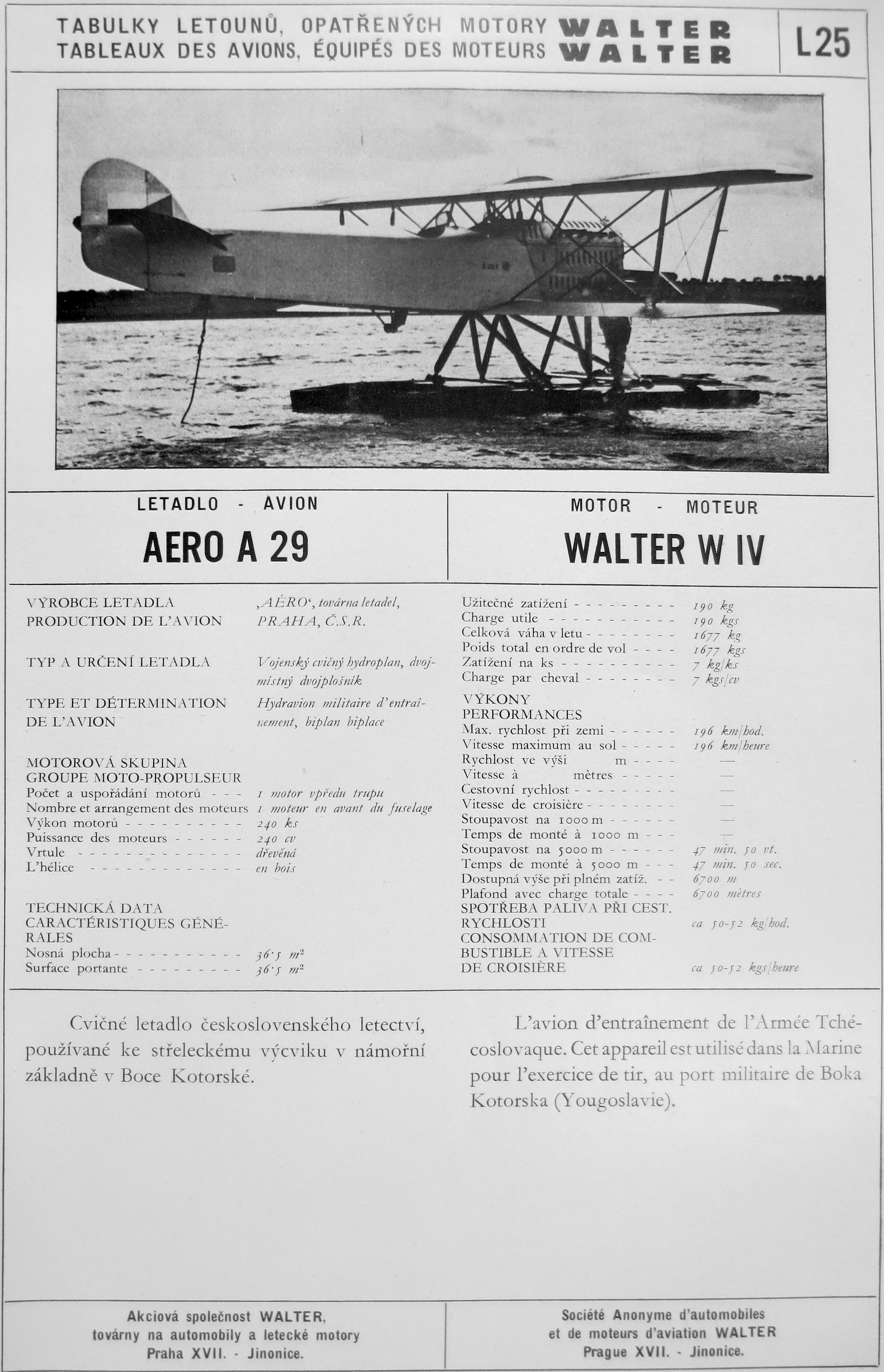
Aero A-29 s motorem Walter W-IV na propagačním materiálu firmy Walter.

Aero A-29 byl dvouplošník pro dvoučlennou posádku: pilot a navigátor-pozorovatel. Trup tohoto vlečného hydroplánu byl smíšené konstrukce. Příhradový nosník byl svařen z ocelových trubek. Aby se zvýšila jeho tuhost, byly mezi trubky, které tvořily rám, instalovány ocelové vzpěry, které byly umístěny jak v horizontální, tak ve vertikální rovině. Motor byl kryt duralovými plechy. Zbytek trupu měl plátěný potah (na pozdějších letounech překližku). Kokpity pilota a navigátora-pozorovatele byly chráněny malými štíty z plexiskla. Kokpit pilota byl vybaven všemi nezbytnými nástroji pro létání ve standardních i obtížných povětrnostních podmínkách. Sedadlo pilota bylo sestaveno z duralových panelů a bylo výškově nastavitelné. V kokpitu navigátora bylo instalováno nezbytné minimum přístrojů pro ovládání polohy letadla a naviják pro navíjení a uvolňování lanka se vzdušným terčem.
Křídla dvouplošníku byla smíšené konstrukce. Náběžná hrana křídla (až po první nosník) byla z překližky, zbytek povrchů byl pokryt plátnem. Střední část dolního křídla byla nahoře opláštěna překližkou, aby byla zajištěna požadovaná tuhost konstrukce. Křidélka ovládaná "kabelem" byla instalována pouze na horním křídle. Horní křídlo bylo spojeno se spodní částí a trupem s ocelovými vzpěrami. Ocelové vzpěry dodávaly křídlům potřebnou tuhost. Ocasní jednotka byla vyrobena převážně z dřeva. Ocas letounu byl tvořen žebry a nosníky. Kýlová plocha, stabilizátor a povrchy řízení byly potaženy plátnem. Kormidlo a výškovka byly ovládány dráty. Podvozek se skládal ze dvou plováků navržených podle vzoru německých plovákových letounů používaných během první světové války. Plováky byly vyrobeny ze dřeva, pro zvýšení tuhosti měla horní a dolní část plováku žebra.
Pohonem letadla byl kapalinou chlazený motor Walter W-IV 240 HP s výkonem 130 koní, namontovaný na ocelovém trubkovém rámu motoru a pokrytý snadno odnímatelnými duralovými kryty. Chladič byl umístěn před motorem. Vrtule byla dřevěná, lepená, se stálým stoupáním. Palivová nádrž byla namontována na střední části horního křídla. Olejová nádrž byla v trupu hned za motorem.
Na tomto tažném letounu nebyla instalována výzbroj, ale v případě potřeby bylo možné letoun přeměnit na lehký bombardér. V zadní části trupu letadla byl namontován navíjecí buben s kabelem dlouhým 600 metrů, na jehož konci byl připevněn terč - obvykle lněný kužel. Navigátor v dané oblasti otevřel zámek - a terč byl oddělen od letadla a odvinul kabel do dané vzdálenosti. Po výstřelu byl terč spolu s lanem odhozen a letadlo mohlo přistát.

## Vyrobené letouny

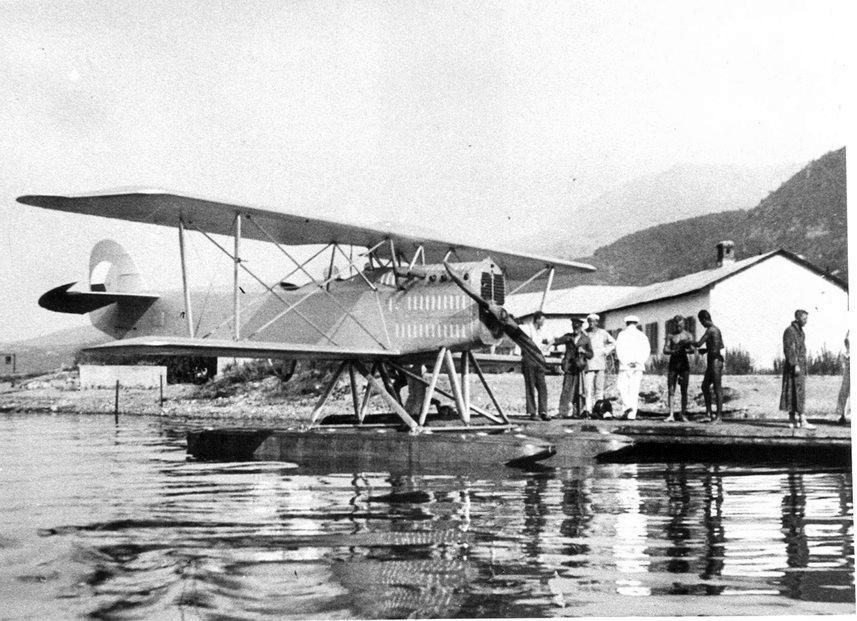
Aero A-29 na hydroplánové základně v Kumboru v roce 1927.

### Prototyp
Aero A-29.1 – první prototyp, upravený v roce 1926 ze stávajícího letounu Aero Ab-11.56 s motorem Breitfeld & Daněk Perun II. Při zkouškách byla zjištěna nedostatečná účinnost směrového kormidla při pojíždění na vodě, takže bylo směrové kormidlo zvětšeno, a jeho odtoková hrana dostala hranatější tvar. Měl starší provedení křidélek s rohovým aerodynamickým odlehčením. S prototypem letounu A-29 vytvořil šéfpilot Josef Novák v říjnu 1926 první československý výškový rekord pro kategorii hydroplánů.
14. října 1926 letoun přeletěl do Prahy a na Vltavě pod Vyšehradem bezpečně přistál, ale následně byl odhozen na břeh vlnou z projíždějícího parníku Pražské paroplavební společnosti. V průběhu dalších zkoušek dne 17. 11. 1926 havaroval řízen pilotem Hessem při přistání na Vltavě. Po havárii byl A-29.1 sice navržen na zrušení, ale v době od 7. 9. 1927 do 3. 8. 1928 byl A-29.1 s motorem Walter W-IV číslo 4081 zkoušen ve VLÚS. Takže byl buďto opraven, nebo vyroben nový se stejným označením. Dne 7. 8. 1928 měl přeletět do Kumboru. V Kumboru tedy létal krátce v roce 1928, v roce 1929 nezjištěno. Mimo působení na střelnici v Kumboru letoun létal s kolovým podvozkem v Československu: v dubnu 1930 byl zalétán s kolovým podvozkem po definitivním ukončení plovákového provozu, někdy v době mezi 21. 11. 1929 do 13. 5. 1930 létal u VLU Prostějov, a 3. 11. 1931 havaroval
na střelnici v Malackách a byl zrušen. Letoun byl dle fotografií zbarven světlou, pravděpodobně hliníkovou, barvou, v době havárie 17. 11. 1926 měl kryt motoru v barvě kovu a československé výsostné označení praporového typu.

### Letadla první série
Tato čtyři letadla první objednané série čtyř kusů A-29, v.č. 2 až 5 (11. výrobní série firmy Aero) byla předána vojenské správě v první polovině roku 1927. Měla být vybavena motorem Breitfeld & Daněk Perun II. Letadla první série byla celá natřena hliníkovou barvou, kryt motoru v barvě kovu, plováky v barvě tmavého dřeva.
V době od 4. do 16. 6. 1927 byl jeden letoun A-29, s nasavačem na levé straně motoru, a tedy asi s motorem Perun II, vystavován na IV. mezinárodní letecké výstavě v Praze.
Aero A-29.2 – v Kumboru létal v letech 1927, 1928, asi i 1929. Mimo působení na střelnici v Kumboru letoun létal s kolovým podvozkem v Československu: v roce 1931, 1932, 1933, 1934 ve VLU.
Aero A-29.3 – v Kumboru létal v letech 1927, 1928, asi i 1929. Mimo působení na střelnici v Kumboru letoun létal s kolovým podvozkem v Československu, pravděpodobně dosloužil ve VLU.
Aero A-29.4 – v Kumboru létal v letech 1927, 1928, asi i 1929. Mimo působení na střelnici v Kumboru letoun létal s kolovým podvozkem v Československu: v roce 1931 ve VLU, v roce 1932 ve VLU s motorem Walter IV, v roce 1933 a 1934 ve VLU.
Aero A-29.5 – v Kumboru létal v letech 1927, 1928, asi i 1929. Mimo působení na střelnici v Kumboru letoun létal s kolovým podvozkem v Československu: 1932 ve VLU.

### Letadla druhé série
Tato čtyři letadla druhé objednané serie A-29 v.č. 6 až 9 (24. výrobní série firmy Aero), byla předána vojenské správě v dubnu 1930. Byla vybavena motorem Walter W-IV a měla novější provedení křidélek bez rohového aerodynamického odlehčení, s odlehčovacími ploškami nad křídlem. Nátěr byl na horních a bočních plochách khaki barvou, zespodu hliníkovou barvou, plováky v barvě khaki. Na boku trupu bílý obdélník (místo na plukovní znak, prázdný byl označení letadel VLU). Později byl na trupu letadla vedle plukovního znaku i kód letky a číslo letadla (např. M5, M19), nebo trojúhelníková československá vlaječka.
Aero A-29.6 –– v Kumboru létal v letech 1930, 1931, 1932. Dne 13. 6. 1932 havaroval v Kumboru, pilot Karel Slezáček zahynul, letoun byl zrušen. Na trupu měl českého lva v bílém poli – plukovní znak LP4 nebo LP6 (lišily se barvou, která není na černobílé fotografii poznat).
Aero A-29.7 – v Kumboru létal v letech 1930, 1931, 1932, z let 1933-4 informace nejsou, pravděpodobně dosloužil ve VLU.
Aero A-29.8 – v Kumboru létal v letech 1930, 1931, 1932, z let 1933-4 informace nejsou, v letech 1937 –9 létal u Západočeského aeroklubu s imatrikulací OK – AZT.
Aero A-29.9 – v Kumboru létal v letech 1930, 1931, 1932, z let 1933-4 informace nejsou, pravděpodobně dosloužil ve VLU.

## Specifikace
Údaje platí pro variantu s motorem Perun II

### Technické údaje
- Osádka: 2 (pilot a pozorovatel)
- Rozpětí: 12,80 m
- Délka: 9,00 m
- Výška: 3,9 m
- Nosná plocha: 36,50 m²
- Prázdná hmotnost: 1 298 kg
- Vzletová hmotnost: 1 677 kg
- Plošné zatížení: 45,7 kg/m²
- Pohonná jednotka: 1 × kapalinou chlazený šestiválcový řadový motor Breitfeld & Daněk Perun II
- Výkon pohonné jednotky: 176 kW (240 k)

### Výkony
- Maximální rychlost: 196 km/h
- Cestovní rychlost: 150 km/h
- Dostup: 6 700 m
- Stoupavost: výstup do výše 5 000 m za 47,8 minuty
- Vytrvalost: 4 hodiny letu